# Massacre d'Irapuato du 1er juillet 2020
Pour un article plus général, voir Guerre de la drogue au Mexique.
Le 1er juillet 2020, un massacre est perpétré dans un centre de désintoxication d'Irapuato (Guanajuato, Mexique). Le Cartel de Santa Rosa de Lima est suspecté de l'avoir organisé, en l'ayant commandité à un groupe criminel local.

## Contexte
La guerre de la drogue au Mexique a lieu depuis 2007, et s'aggrave chaque année depuis 2016. Le mois de juin 2020 correspond à une phase particulièrement sanglante, où plusieurs attaques sont menées à l'échelle de villes entières, ainsi que des tueries de masses, et des incendies criminels coordonnés. Ces exactions sont majoritairement dues à des affrontements territoriaux entre les cartels de Jalisco Nouvelle Génération, de Santa Rosa de Lima et différentes factions du cartel de Sinaloa, ainsi qu'à des représailles du cartel de Santa Rosa de Lima après l'arrestation de membres de la famille de son chef José Antonio Yépez « El Marro » le 20 juin 2020. 211 meurtres sont perpétrés dans tout le Mexique durant le week-end des 6 et 7 juin, dont 117 pour le dimanche 7, ce qui en fait alors le jour le plus violent de 2020.
Ainsi, les corps de sept policiers qui avaient disparu en mai sont retrouvés dans une voiture abandonnée dans l’État de Colima le 1er juin ; la ville de Caborca (Sonora) est attaquée et partiellement incendiée le 19 juin, 12 corps seront retrouvés, et au 2 juillet un seul incendiaire avait été arrêté ; durant tout le mois de juin au moins 19 corps de personnes exécutées parfois après avoir été torturées sont retrouvés autour de Fresnillo (Zacatecas),, et le 26 juin des affrontements entre les forces de l'ordre mexicaines de tous les niveaux et les cartels de Sinaloa et de Jalisco Nouvelle Génération éclatent dans tout l’État et vont provoquer 26 morts ; le 21 juin, un groupe criminel local prend en embuscade un convoi d'indigènes Ikoots (en) dans le village de La Reforma (Oaxaca), tuant 15 personnes, blessant 20 autres et violant plusieurs femmes ; le 25 juin, une série d'affrontements territoriaux autour des villages de Tepuche et Tecolotes (Sinaloa) entre différentes factions du cartel de Sinaloa et avec la Garde Nationale provoque 16 morts, et un des narcos est arrêté ; le 26 juin, le cartel de Jalisco Nouvelle Génération commet un attentat à Mexico contre le chef de la police du District Fédéral, Omar García Harfuch, dans lequel il est blessé mais auquel il survit, et qui cause en tout 3 morts (deux gardes du corps et une passante) et 5 blessés, dans les deux jours suivants 28 personnes sont détenues, dont le commanditaire présumé José Armando N. « El Vaca ».
L'État de Guanajuato, où se trouve Irapuato, est particulièrement touché, car c'est une zone d'affrontements entre le cartel de Jalisco Nouvelle Génération et celui de Santa Rosa de Lima. Durant les quatre premiers mois de 2020, avec 1 534 homicides, c'est l'État du Mexique qui a connu le plus de violence. D'autant plus qu'après l'arrestation de 26 membres du cartel de Santa Rosa de Lima dont des membres de la famille d'El Marro, son chef, le 20 juin, son groupe va mener de nombreuses représailles à Guanajuato, surtout autour de la ville de Celaya'. Plusieurs blocages de routes, des dizaines d'incendies criminels, plusieurs enlèvements de femmes, et plusieurs attaques à la bombe, réussies ou ratées, sont commis entre le 21 et le 30 juin,,,,,,,.
Dans le cas d'Irapuato, plusieurs centres de désintoxication ont déjà été visés les mois précédents. La ville compte 265 centres, mais seuls 30 sont officiels et déclarés. En décembre 2019, 20 personnes sont enlevées dans un centre, en février 2020, un autre centre est incendié, et une première fusillade avait eu lieu dans un centre de désintoxication le 6 juin, qui avait causé 10 morts. Une étude du Conseil citoyen pour la sécurité publique et la justice pénale a classé Irapuato comme la quatrième ville la plus dangereuse du monde en 2019, avec 80 homicides pour 100 000 habitants, c'est-à-dire le quatrième taux d'homicide le plus élevé recensé dans une ville dans le monde cette année-là, derrière trois autres villes mexicaines (Tijuana, Ciudad Juárez et Uruapan). Au moment du massacre, Irapuato était considérée comme faisant partie du territoire du cartel de Santa Rosa de Lima, mais de plus en plus contestée par le cartel de Jalisco Nouvelle Génération.

## Déroulement des événements
Le 1er juillet 2020, vers 17 h 45, au moins trois hommes armés arrivent à bord d'un véhicule rouge, dont aucun détail plus précis n'est connu. Ils entrent dans le centre de désintoxication clandestin Buscando el Camino a mi Recuperación ("En Recherche de la Voie de mon Rétablissement") de la rue Lerdo, un bâtiment de deux étages. Au rez-de-chaussée, utilisé par des femmes, ils menacent les occupantes et les forcent à se taire. Puis ils se rendent au deuxième étage, utilisé par des hommes, défoncent la porte, et disent rechercher une personne en particulier. Quand les patients disent que ces personnes ne se trouvent pas ici, les sicaires les forcent à s'allonger par terre, puis les exécutent. Puis ils reviennent au rez-de-chaussée, où ils exécutent les 3 hommes qui s'y trouvaient et blessent 3 femmes, puis partent. 24 personnes meurent sur le coup et 7 sont blessées. Puis les assaillants s'enfuient à bord de leur véhicule avant l'arrivée de la police.

## Bilan humain
Au lendemain, 4 personnes étaient décédées à l'hôpital, ce qui portait le bilan à 28 morts et 3 blessés. Tous les morts sont des hommes, les blessées survivantes sont des femmes. Par la suite, le bilan est très légèrement revu à la baisse avec 27 morts,.

## Enquête
Les enquêteurs pensent que le massacre est lié à la guerre de territoire entre les cartels de Santa Rosa de Lima et Jalisco Nouvelle Génération. Les autorités commencent leur enquête par la recherche du véhicule à bord duquel les tueurs sont arrivés.
Le 5 juillet, le Groupe Spécial de Réaction et d'Intervention arrête 3 suspects. Les suspects ont pu être identifiés grâce à des analyses balistiques, l'audition des quelques témoins, et à l'analyse des films de vidéosurveillance comparés aux portraits-robots dressés grâce aux témoins. L'un des hommes interpelés l'avait déjà été par le passé et était connu de la justice pour plusieurs délits. Le 7 juillet, le parquet déclare rechercher un individu surnommé "El Muletas", membre présumé du Cartel de Jalisco Nouvelle Génération, soupçonné d'être impliqué dans le massacre sans y avoir participé physiquement,.
Cependant, le 6 juillet, le Parquet Général de l’État [de Guanajuato] annonce que les trois suspects font partie d'un groupe criminel local opérant dans la zone Laja-Bajío, allié du Cartel de Santa Rosa de Lima, et qui aurait perpétré le massacre sur commande du chef de ce dernier, El Marro. Des enquêtes sont également ouvertes contre les suspects pour d'autres faits commis dans les jours suivant le massacre.

## Procès
Le 13 juillet 2020, les suspects passent une première fois devant un juge du Parquet Général de l’État [de Guanajuato] où les charges contre eux sont exposées. L'un d'entre-eux, Jesús Emmanuel Quezada Martínez, est accusé d'homicide avec circonstances aggravantes sur 27 personnes, et de 6 tentatives d'homicides. Les deux autres sont accusés de port d'armes illégales et de délits envers la santé. Ils sont maintenus en détention préventive, où ils sont également à la disposition de la justice fédérale.

## Conséquences
Après le massacre, le gouvernement de Guanajuato annonce qu'il va recenser les centres de désintoxication de l’État pour pouvoir mettre en place des barrages de sécurité devant, en coopération avec les autorités municipales et fédérales.
Le 16 juillet, après une rencontre, le président de gauche (Morena) Andrés Manuel López Obrador et le gouvernement de Guanajuato de droite (PAN) Diego Sinhue Rodríguez Vallejo acceptent de mettre leurs différends politiques de côté pour mieux lutter contre l'insécurité à Guanajuato, en luttant mieux contre le vol et le trafic de carburant, la principale source de revenus du Cartel de Santa Rosa de Lima.
Le 24 juillet 2020, José Guadalupe "El Mamey", un des principaux lieutenant de ce cartel est arrêté dans la ville de Guanajuato. Et le 2 août José Antonio Yépez "El Marro" est capturé par l'Armée mexicaine et transféré dans une prison de sécurité maximale. Cependant, le mandat d'arrêt émis par un juge fédéral contre lui demande son arrestation pour "vol de carburant et crime organisé" mais pas pour le massacre d'Irapuato en particulier. Le 4 octobre 2020, le Secrétaire à la Sécurité et à la Protection citoyenne du Mexique Alfonso Durazo Montaño annonce qu'à la suite de cette opération, le CSRL, déjà fragilisé depuis des mois par sa lutte contre le Cartel de Jalisco Nouvelle Génération et par l'amélioration de la prévention contre le trafic de carburant par le gouvernement fédéral, était en train de se décomposer entre plusieurs plus petits groupes, qui s'affrontaient pour prendre le contrôle des restes du cartel et/ou de territoires où il était implanté.

## Réactions
- Le gouverneur de Guanajuato, Diego Sinhue Rodríguez Vallejo (PAN), qui connaissait une des victimes, condamne l'attaque sur les réseaux sociaux : « Je regrette profondément et je condamne les faits qui se sont produits cet après-midi à Irapuato. La violence générée par la délinquance organisée n'a pas seulement ôté la vie à ces jeunes, mais elle a de plus volé la paix aux familles guanajuatenses. […] Aujourd'hui plus que jamais il est nécessaire de mener une action coordonnée des autorités fédérales et fédérées comme unique manière de pouvoir affronter cette situation et en sortir victorieux. […] Nous sommes au travail et nous ne nous arrêterons pas avant que le calme ne soit revenu à Guanajuato. Nous devons nous en sortir la tête haute. »[21]
- Le procureur de l'État de Guanajuato, Carlos Zamarripa Aguirre, écrit sur Twitter : « J'ai désigné une équipe spécialisée pour enquêter et éclaircir ce lâche acte criminel qui a lacéré la Société. Nous capturerons les coupables et les livrerons à la justice. »[21]
- Le président mexicain Andrés Manuel López Obrador (Morena) a déclaré que le gouvernement ne permettrait pas que le Mexique « tombe dans l'anarchie et le désordre »[27].